# Paray-le-Monial
Paray-le-Monial és un municipi francès, situat al departament de Saona i Loira i a la regió de Borgonya - Franc Comtat. L'any 2007 tenia 9.138 habitants.

## Demografia

### Població
El 2007 la població de fet de Paray-le-Monial era de 9.138 persones. Hi havia 4.339 famílies, de les quals 1.892 eren unipersonals (643 homes vivint sols i 1.249 dones vivint soles), 1.318 parelles sense fills, 799 parelles amb fills i 330 famílies monoparentals amb fills.
La població ha evolucionat segons el següent gràfic:
Habitants censats

### Habitatges
El 2007 hi havia 4.867 habitatges, 4.379 eren l'habitatge principal de la família, 170 eren segones residències i 318 estaven desocupats. 2.333 eren cases i 2.388 eren apartaments. Dels 4.379 habitatges principals, 2.107 estaven ocupats pels seus propietaris, 2.186 estaven llogats i ocupats pels llogaters i 85 estaven cedits a títol gratuït; 201 tenien una cambra, 472 en tenien dues, 1.267 en tenien tres, 1.261 en tenien quatre i 1.178 en tenien cinc o més. 2.638 habitatges disposaven pel capbaix d'una plaça de pàrquing. A 2.352 habitatges hi havia un automòbil i a 1.096 n'hi havia dos o més.

### Piràmide de població
La piràmide de població per edats i sexe el 2009 era:
| Homes | Edats   | Dones |
| ----- | ------- | ----- |
| 8     | 95 o +  | 18    |
| 29    | 90 a 94 | 92    |
| 65    | 85 a 89 | 183   |
| 85    | 80 a 84 | 139   |
| 133   | 75 a 79 | 313   |
| 229   | 70 a 74 | 349   |
| 255   | 65 a 69 | 347   |
| 260   | 60 a 64 | 313   |
| 230   | 55 a 59 | 245   |
| 307   | 50 a 54 | 387   |
| 284   | 45 a 49 | 333   |
| 256   | 40 a 44 | 319   |
| 296   | 35 a 39 | 300   |
| 269   | 30 a 34 | 245   |
| 277   | 25 a 29 | 352   |
| 232   | 20 a 24 | 246   |
| 270   | 15 a 19 | 258   |
| 259   | 10 a 14 | 212   |
| 234   | 5 a 9   | 247   |
| 192   | 0 a 4   | 170   |

## Economia
El 2007 la població en edat de treballar era de 5.417 persones, 3.658 eren actives i 1.759 eren inactives. De les 3.658 persones actives 3.228 estaven ocupades (1.674 homes i 1.554 dones) i 431 estaven aturades (203 homes i 228 dones). De les 1.759 persones inactives 610 estaven jubilades, 465 estaven estudiant i 684 estaven classificades com a «altres inactius».

### Ingressos
El 2009 a Paray-le-Monial hi havia 4.372 unitats fiscals que integraven 8.665 persones, la mediana anual d'ingressos fiscals per persona era de 16.543 €.

### Activitats econòmiques
Dels 605 establiments que hi havia el 2007, 13 eren d'empreses extractives, 16 d'empreses alimentàries, 3 d'empreses de fabricació de material elèctric, 24 d'empreses de fabricació d'altres productes industrials, 36 d'empreses de construcció, 169 d'empreses de comerç i reparació d'automòbils, 12 d'empreses de transport, 40 d'empreses d'hostatgeria i restauració, 10 d'empreses d'informació i comunicació, 49 d'empreses financeres, 28 d'empreses immobiliàries, 61 d'empreses de serveis, 94 d'entitats de l'administració pública i 50 d'empreses classificades com a «altres activitats de serveis».
Dels 131 establiments de servei als particulars que hi havia el 2009, 1 era una comissaria de policia, 1 oficina d'administració d'Hisenda pública, 1 gendarmeria, 1 oficina de correu, 12 oficines bancàries, 3 funeràries, 13 tallers de reparació d'automòbils i de material agrícola, 2 tallers d'inspecció tècnica de vehicles, 1 establiment de lloguer de cotxes, 2 autoescoles, 4 paletes, 6 guixaires pintors, 9 fusteries, 7 lampisteries, 5 electricistes, 2 empreses de construcció, 18 perruqueries, 4 veterinaris, 1 agència de treball temporal, 19 restaurants, 12 agències immobiliàries, 2 tintoreries i 5 salons de bellesa.
Dels 83 establiments comercials que hi havia el 2009, 1 era, 5 supermercats, 2 grans superfícies de material de bricolatge, 2 botiges de menys de 120 m², 9 fleques, 8 carnisseries, 7 llibreries, 13 botigues de roba, 5 botigues d'equipament de la llar, 5 sabateries, 4 botigues d'electrodomèstics, 3 botigues de mobles, 6 botigues de material esportiu, 3 drogueries, 1 un drogueria, 3 joieries i 6 floristeries.
L'any 2000 a Paray-le-Monial hi havia 41 explotacions agrícoles que ocupaven un total de 784 hectàrees.

## Equipaments sanitaris i escolars
El 2009 hi havia 2 hospitals de tractaments de curta durada, 1 hospital de tractaments de mitja durada (seguiment i rehabilitació, 1 un hospital de tractaments de llarga durada, 2 psiquiàtrics, 1 centre d'urgències, 1 maternitat, 1 centre de salut, 5 farmàcies i 1 ambulància.
El 2009 hi havia 3 escoles maternals i 3 escoles elementals. A Paray-le-Monial hi havia 2 col·legis d'educació secundària, 2 liceus d'ensenyament general i 1 liceu tecnològic. Als col·legis d'educació secundària hi havia 830 alumnes, als liceus d'ensenyament general n'hi havia 895 i als liceus tecnològics 184.
Paray-le-Monial disposava d'un centre de formació no universitària superior de formació sanitària.

## Poblacions més properes
El següent diagrama mostra les poblacions més properes.